# Йелка
Йелка (на словашки: Jelka) е село в Търнавски край, югозападна Словакия. Населението му е 3957 души (по приблизителна оценка от декември 2017 г.).
Разположено е в Среднодунавската низина, на 18 km югозападно от Галанта и на 28 km източно от центъра на столицата Братислава. За пръв път се споменава през 1237 година, когато е част от Унгария. През 1918 – 1938 и 1945 – 1993 година е в границите на Чехословакия, а след това – на независима Словакия. Населението на селото е смесено словашко-унгарско.